# Microregione di Itabira
Itabira è una microregione del Minas Gerais in Brasile, appartenente alla mesoregione di Metropolitana di Belo Horizonte.

## Comuni
È suddivisa in 18 comuni:
- Alvinópolis
- Barão de Cocais
- Bela Vista de Minas
- Bom Jesus do Amparo
- Catas Altas
- Dionísio
- Ferros
- Itabira
- João Monlevade
- Nova Era
- Nova União
- Rio Piracicaba
- Santa Bárbara
- Santa Maria de Itabira
- São Domingos do Prata
- São Gonçalo do Rio Abaixo
- São José do Goiabal
- Taquaraçu de Minas